# Depositie (geologie)
Depositie is het neerslaan van minerale stoffen en gassen op een vaste ondergrond. In de geologie kennen we bijvoorbeeld depositie van vulkanisch materiaal.
Er is ook sprake van depositie in de gemechaniseerde (moderne) wereld, waar door luchtverontreiniging, oppervlaktevervuiling, etc. verontreiniging optreedt van lucht en bodem, de zg. luchtverontreiniging en bodemverontreiniging (oppervlakteverontreiniging). Het woord wordt dan gebruikt om de neerslag en/of afzetting van bovengenoemde verschijnselen aan te geven.
Het woord "depositie" komt uit het Latijn en betekent "getuigenis", "verklaring in rechte". Een afgeleide daarvan is het Franse depositeur - hij die iets (bijvoorbeeld gelden) bij een depositiebank in bewaring geeft, en de Italiaanse aanduiding deposito - een geldinleg. 